# Ygos-Saint-Saturnin
Ygos-Saint-Saturnin är en kommun i departementet Landes i regionen Nouvelle-Aquitaine i sydvästra Frankrike. Kommunen ligger i kantonen Morcenx som tillhör arrondissementet Mont-de-Marsan. År 2022 hade Ygos-Saint-Saturnin 1 344 invånare.

## Befolkningsutveckling
Antalet invånare i kommunen Ygos-Saint-Saturnin
Referens:INSEE